# Vipérine commune
Echium vulgare
Espèce
Classification APG II (2003)
Statut de conservation UICN

 LC  : Préoccupation mineure
La Vipérine commune ou vipérine vulgaire ou serpentine (Echium vulgare L. ) est une espèce de plantes dicotylédones de la famille des Boraginaceae, originaire d'Eurasie.
C'est une plante herbacée bisannuelle répandue dans la plupart des régions tempérées du monde, dans les friches et les terres perturbées. Elle se comporte souvent comme une mauvaise herbe des cultures. C'est une plante toxique à haute dose, notamment pour le bétail, du fait de la présence d'alcaloïdes pyrrolizidiniques. 

## Description

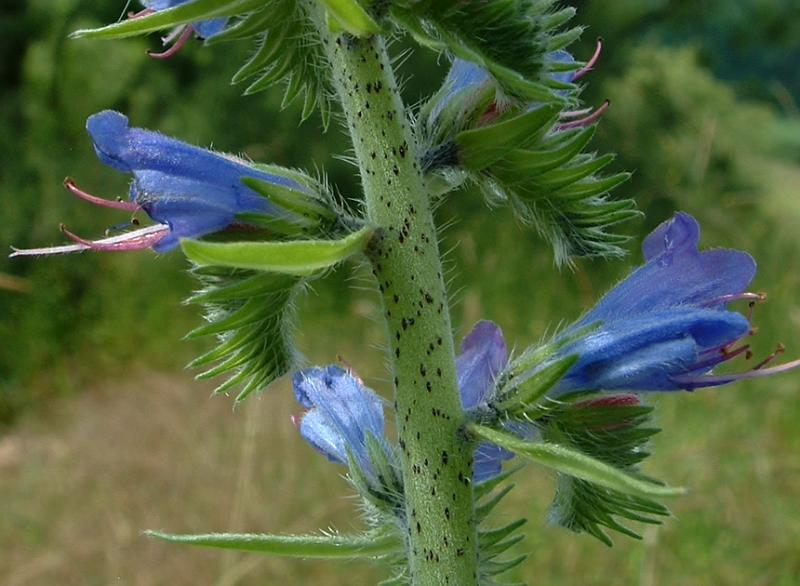
Détail des cymes.

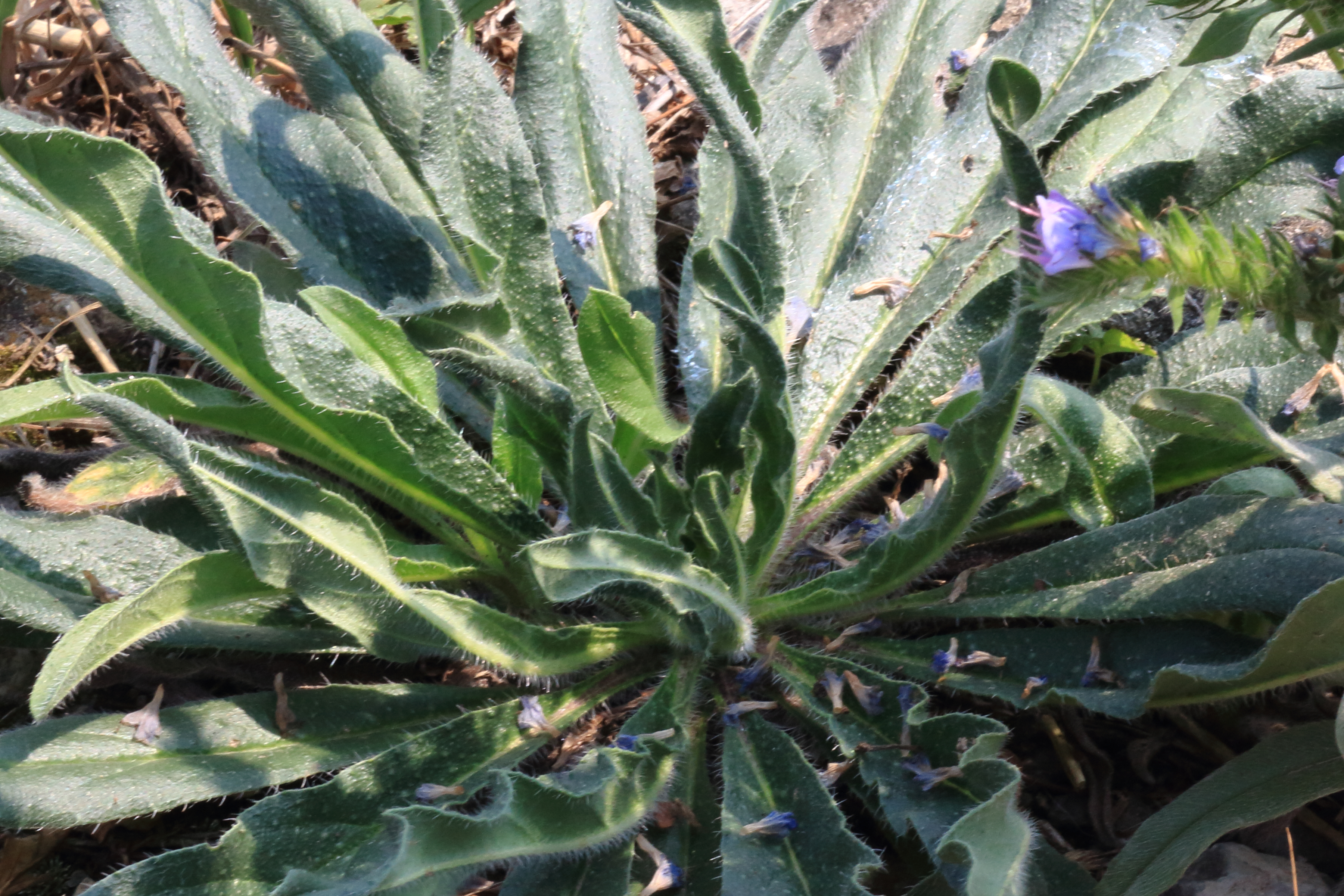
Rosette de feuilles basales.

La vipérine commune est une plante herbacée, érigée, poilue, aux feuilles à une seule nervure saillante, les basales étant pétiolées ovales lancéolées, les supérieures sessiles étroites.
Elle est hermaphrodite.
L'inflorescence est une grappe de cymes unipares scorpioïdes.
Les fleurs ont une couleur variable selon l'âge, du rose au stade boutons à bleu vif à maturité. Il en existe une forme blanche (albiflora).
Elles comptent cinq étamines inégales, très saillantes (à filets rouges et anthères jaunes).
Le fruit est un nucule (type d'akène sclérifié), de couleur brune, aux contours anguleux et à section triangulaire, à la surface ornée de nombreuses protubérances. Ce nucule, de 2,5 à 3,0 mm de long sur 1,25 à 1,5 mm de large, contient une seule graine. Les nucules sont groupés par quatre (tétrakènes).
Les graines sont très petites (400 graines pèsent 1 g[réf. nécessaire]).

## Biologie

### Cycle biologique
La vipérine commune est généralement une plante bisannuelle, parfois une plante vivace à courte durée de vie.
La plante se développe d'abord sous forme d'une rosette basale, forme sous laquelle elle passe la mauvaise saison avec un nombre limité de feuilles et un bourgeon central au ras du sol (plante hémicryptophyte à rosette).
La croissance de la tige florale n'intervient que la deuxième année après une exposition au froid.
La floraison a lieu de mars à août sur le littoral méditerranéen, ou plus tardivement vers la période d'août à octobre (dans l'hémisphère nord).
Dans certaines conditions environnementales, la floraison peut intervenir seulement la troisième ou quatrième année.

### Pollinisation

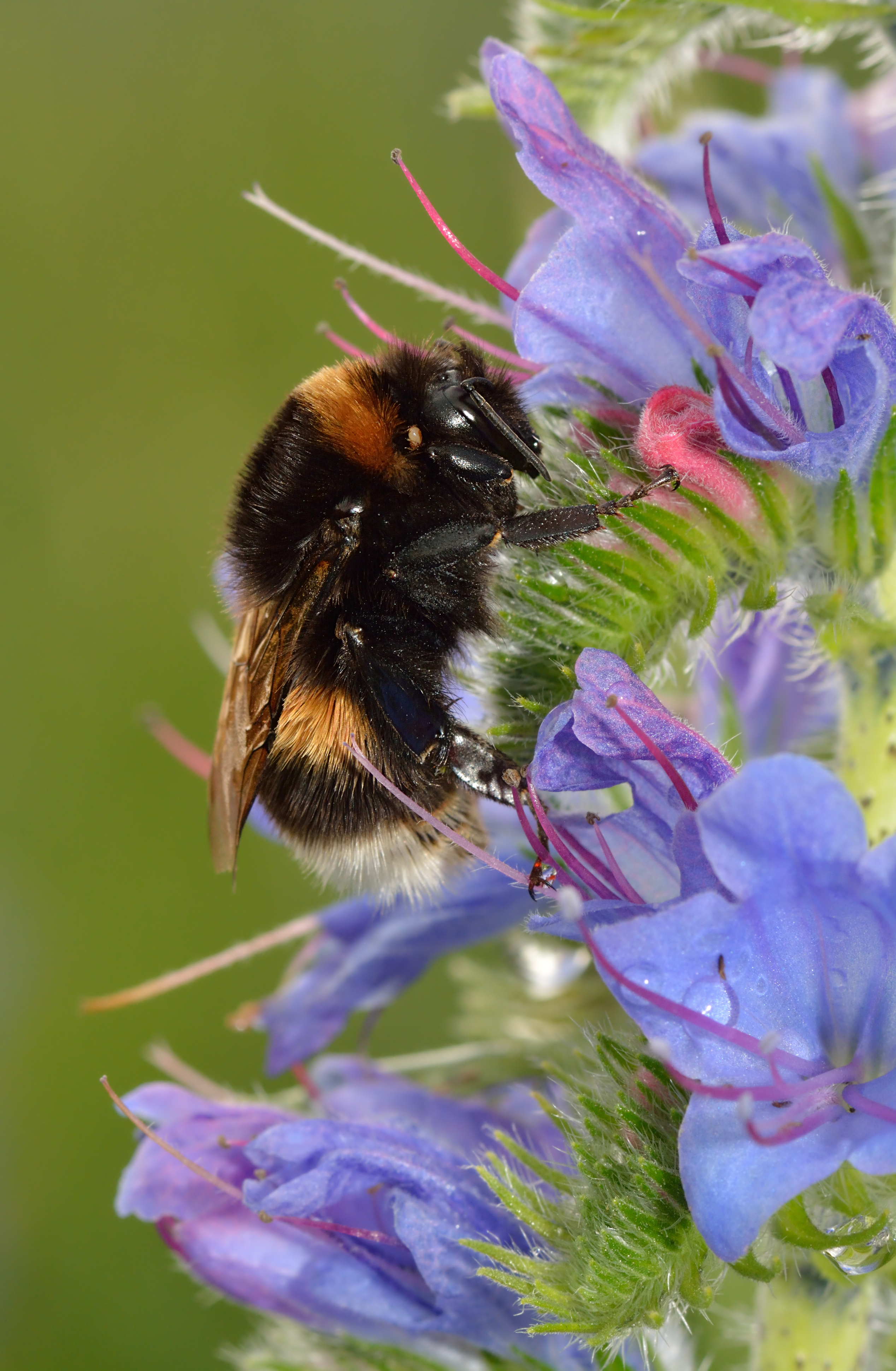
Pollinisation.

La pollinisation est entomogame. La vipérine commune est une plante mellifère qui exerce une forte attirance sur les abeilles, les bourdons et les papillons. Elle leur fournit un abondant nectar pendant plusieurs semaines consécutives.

### Reproduction et dissémination
L'espèce se reproduit exclusivement par graines (dissémination barochore). Celles-ci ont une durée de viabilité estimée à trois ans, variable selon la profondeur d'enfouissement.
Une plante produit un grand nombre de graines, variable selon les conditions de milieu, en moyenne égal à 1800 graines par plant.
La dissémination des graines se fait par divers moyens : le vent, l'eau, les animaux et l'homme. La dissémination par le vent est limitée à un rayon d'environ cinq mètres autour du pied-mère, davantage si la plante tout entière est roulée par le vent comme un virevoltant. La dissémination par l'eau est possible dans la mesure où les graines flottent. Elles peuvent aussi être disséminées par les animaux lorsque les fleurs contenant encore des graines s'accrochent à leur pelage.
Ce sont les activités humaines qui permettent la dissémination à longue distance, sous forme de foins ou de semences contaminés par des graines de vipérine, ou par l'intermédiaire de véhicules ou d'équipements agricoles.

### Interactions écologiques

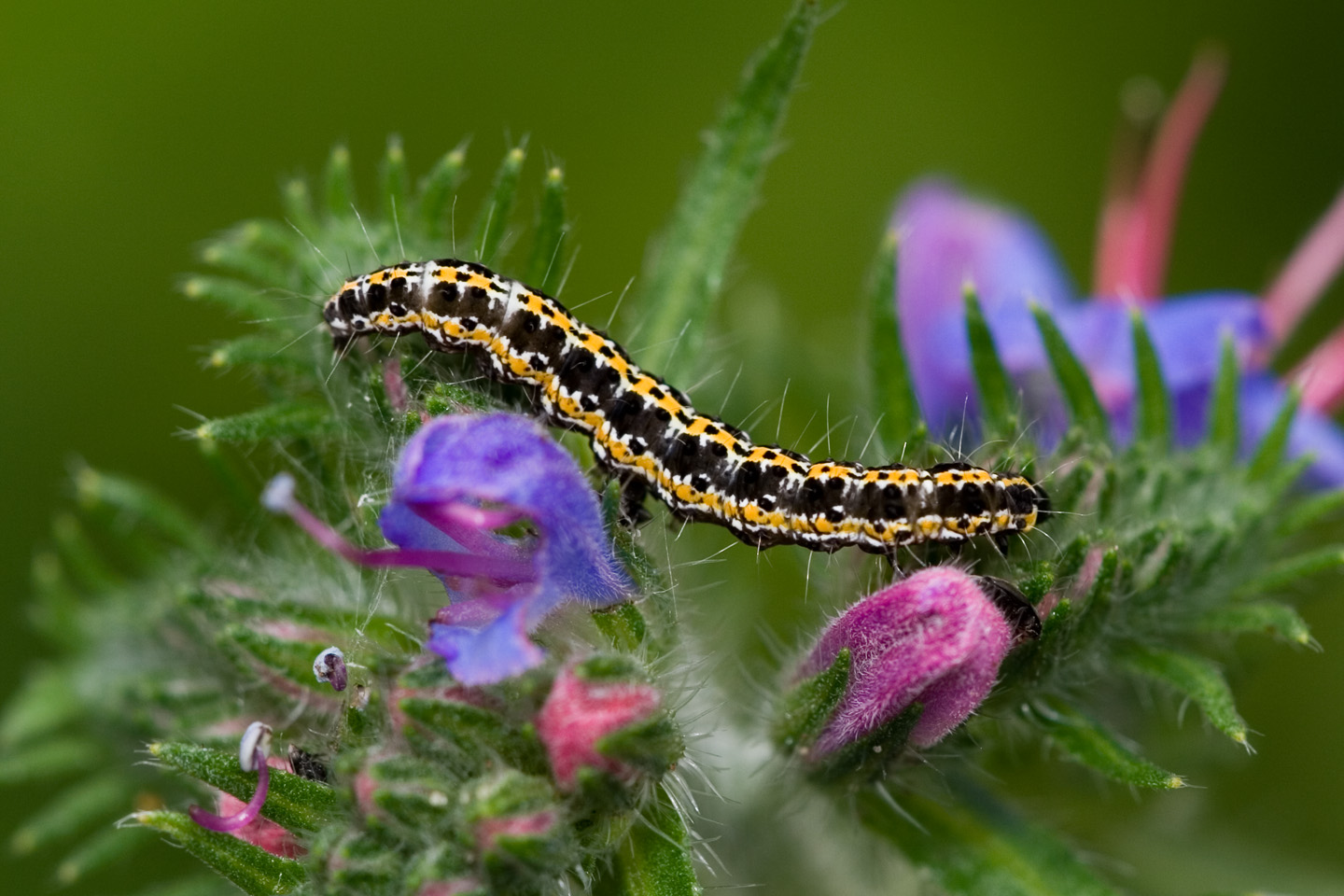
Chenille dEthmia bipunctella.

En Europe, les chenilles d'Ethmia bipunctella, papillon de la famille des Depressariidae, se nourrissent sur la vipérine.

## Distribution et habitat

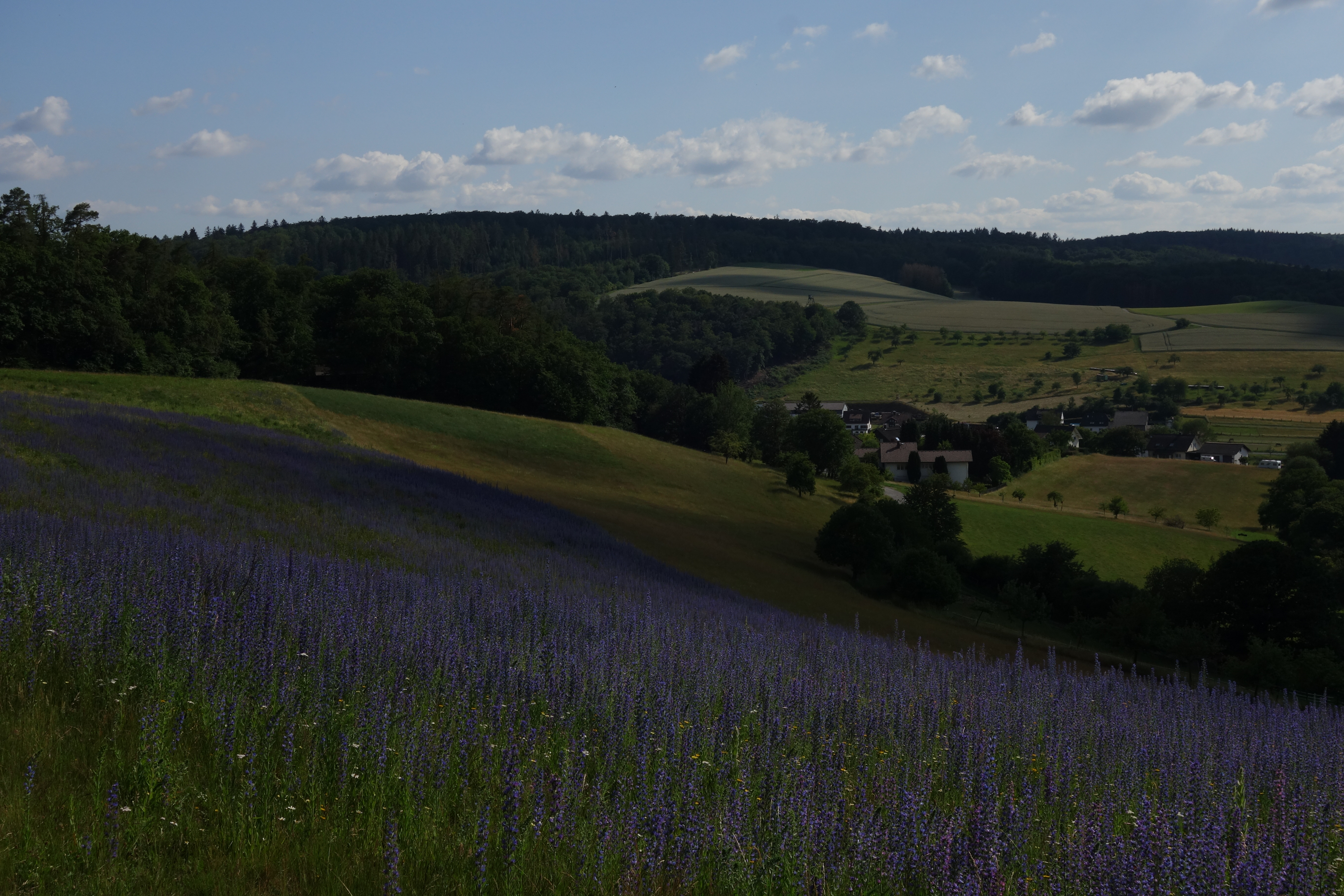
Occurrence à grande échelle près de Waldems-Wüstems dans le Taunus

L'espèce est originaire des régions tempérées d'Eurasie.
Son aire de répartition originelle comprend :
- de l'Asie occidentale (Chypre, Turquie) à la Chine (Xinjiang) en passant par les régions du Caucase et de l'Asie centrale (Kazakhstan, Kirghizistan, Tadjikistan, Turkménistan, Ouzbékistan),
- l'Europe, du nord (Îles Britanniques) au sud (bassin méditerranéen) et d'ouest en est, y compris la Russie (très commune en France).

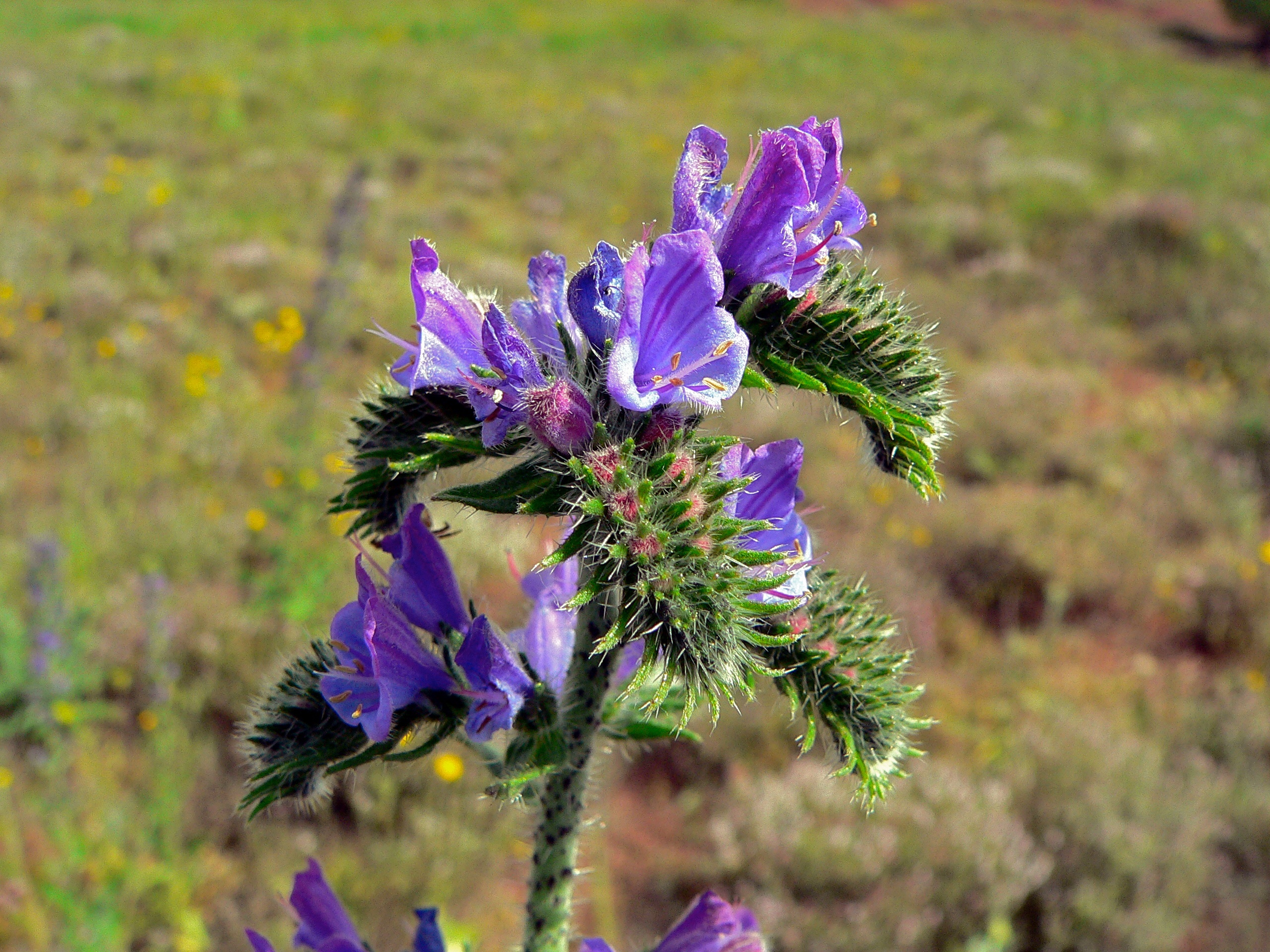
Echium vulgare (Hérault, France).

Elle est naturalisée sur tous les continents à l'exception de l'Antarctique. On la retrouve notamment en Afrique australe (Afrique du Sud, Lesotho), en Australie et Nouvelle-Zélande, en Europe (Allemagne, Scandinavie, ex-Yougoslavie), en Amérique du Nord (Canada, États-Unis) et en Amérique du Sud (Argentine, Chili).
Elle est parfois considérée comme envahissante. Elle est classée nuisible en Colombie-Britannique et dans l'État de Washington,.
L'habitat type d'E. vulgare sont les friches xérophiles, médioeuropéennes. Elle apprécie les sols maigres (peu profonds voire caillouteux) à tendance calcaire.

## Statuts de protection, menaces
L'espèce n'est pas encore évaluée à l'échelle mondiale et européenne par l'UICN. En France elle est classée comme non préoccupante .

## Taxinomie

### Étymologie
Le nom générique, Echium, vient du grec ἔχιον, dérivé de ἔχις, « vipère ». Ce nom a été donné à la plante par Dioscoride en référence à la forme du fruit qui évoque une tête de vipère,.

### Noms vernaculaires
- Vipérine, vipérine commune, vipérine vulgaire, herbe-aux-vipères, herbe-à-la-vipère, langue-d'oie, buglosse, buglosse-sauvage, herbe-à-la-couleuvre, dragon[10],[12], serpentine[1].

### Liste des sous-espèces et variétés
Selon Tropicos (6 juin 2016) (Attention liste brute contenant possiblement des synonymes) :
- Echium vulgare subsp. argentae (Pau) Font Quer
- Echium vulgare subsp. asturicum (Lacaita) Klotz
- Echium vulgare subsp. coincyanum (Lacaita) O. Bolòs & Vigo
- Echium vulgare subsp. pustulatum (Sm.) Em. Schmid & Gams
- Echium vulgare var. argentae (Pau) O. Bolòs & Vigo
- Echium vulgare var. grandiflorum Bertol.
- Echium vulgare var. lacaitae (Sennen) O. Bolòs & Vigo
- Echium vulgare var. pustulatum Rouy

## Utilisation

### Plante médicinale
Selon la théorie des signatures (corolles à lobes inégaux ressemblant vaguement à des mâchoires ouvertes et styles bifides évoquant une langue de serpent), cette plante était censée soigner les morsures de vipère. En fait, elle contient un alcaloïde paralysant comme le curare, l'échiine ou cynoglossine, mais en quantité si faible (0,0017 pour cent du poids de la plante fraîche) qu'elle est inoffensive pour l'homme.
La pharmacopée cependant l'utilise en infusion pour calmer la toux (fleurs séchées aux propriétés dépuratives, pectorales et diurétiques).

### Plante ornementale
La vipérine commune est parfois cultivée comme plante ornementale ou dans des mélanges de graines destinés à stabiliser les talus.

### Plante alimentaire
Les jeunes feuilles, tendres et mucilagineuses, peuvent se consommer, crues ou cuites, comme substituts d'épinards ou en salade (mesclun), cependant leur possible toxicité incite à la prudence. La consommation de ces feuilles stimulerait le désir sexuel,.

### Autre usages
On la plantait autrefois dans les champs parce qu'elle était supposée faire fuir les serpents.

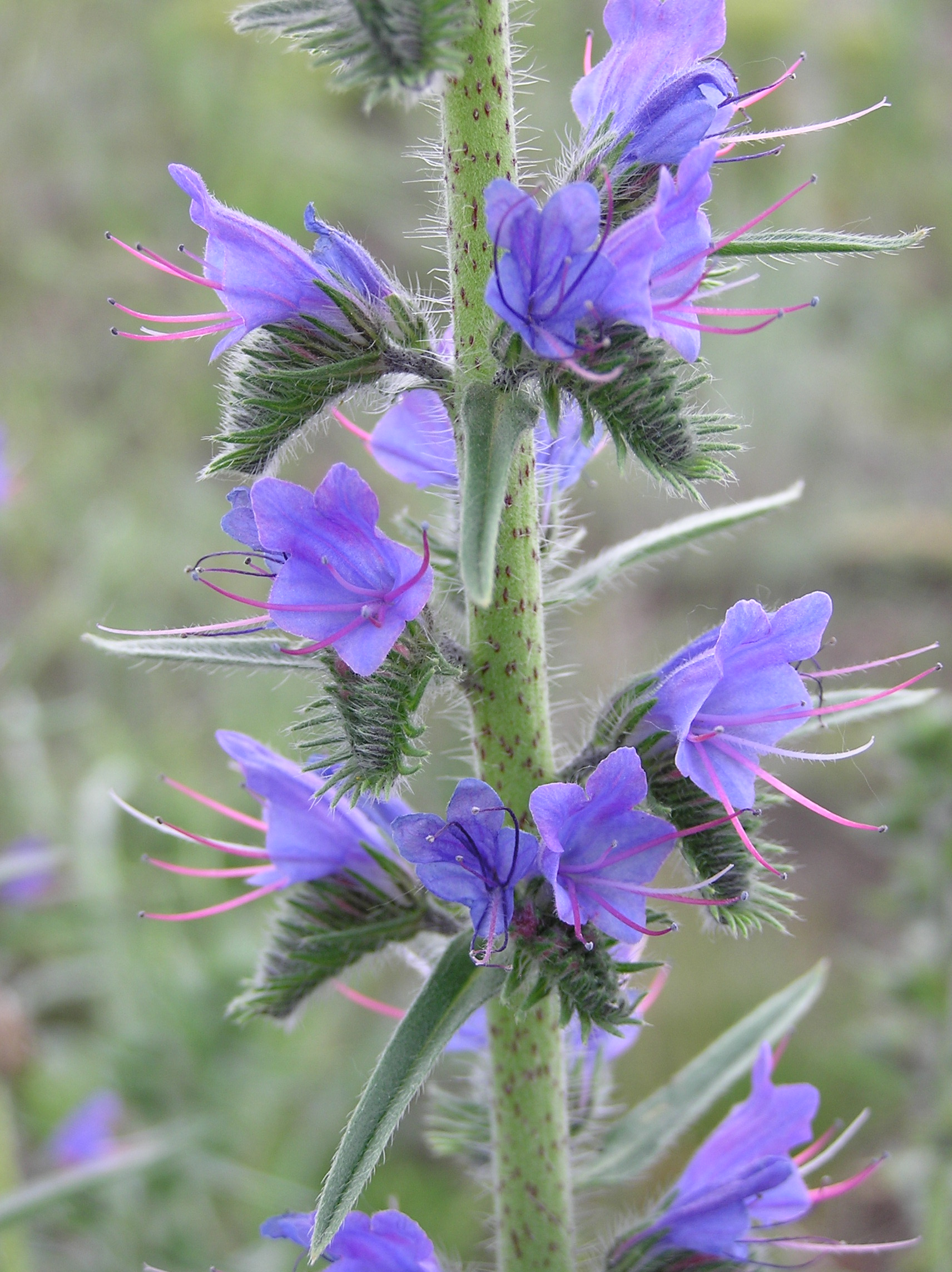
Vipérine commune près de Saratov.